# Museumsgrabfeld

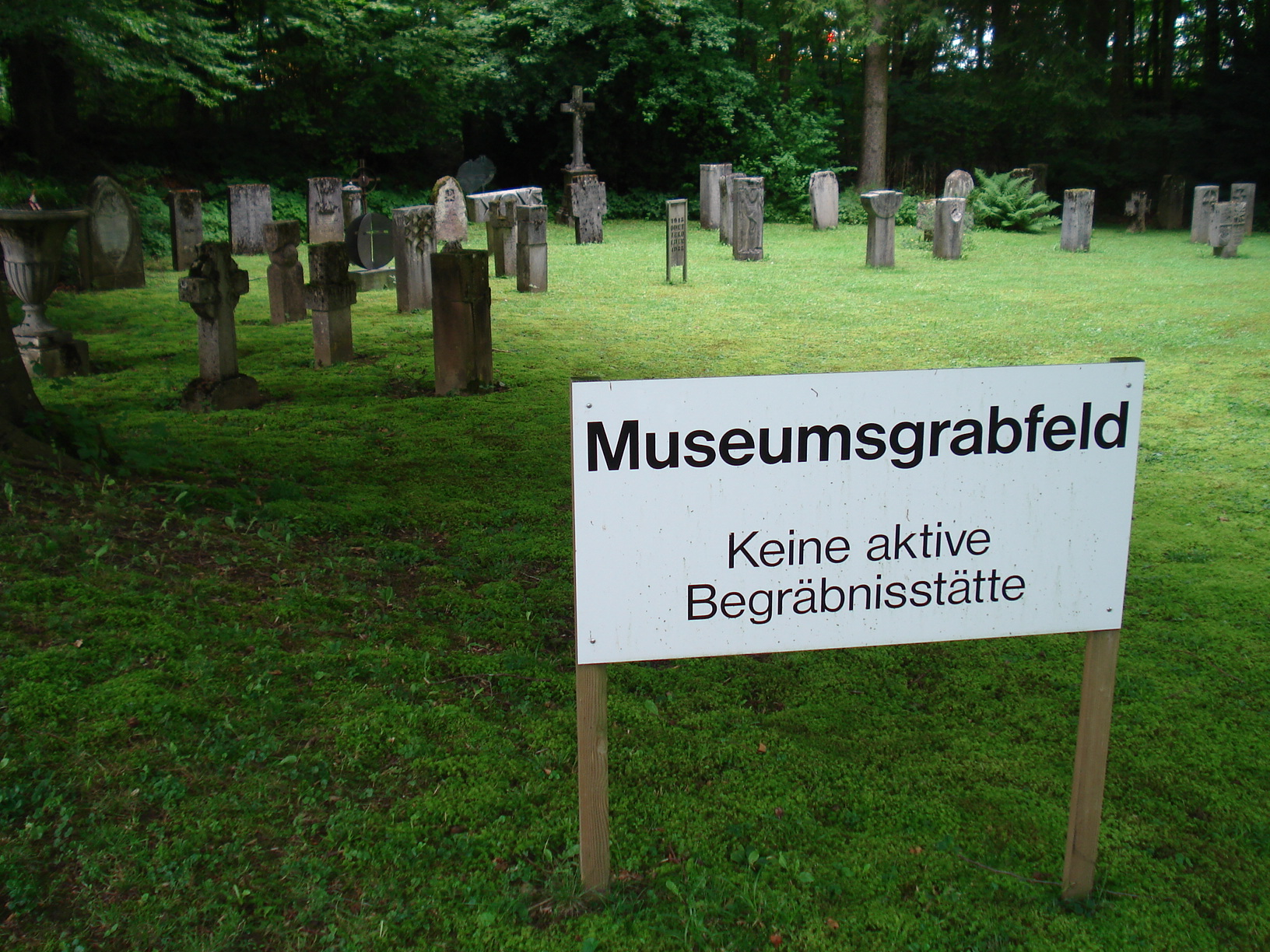
Museumsgrabfeld des Schosshaldenfriedhofs

Das Museumsgrabfeld ist ein kleines Freilichtmuseum als Teil des Schosshaldenfriedhofs in der Schweizer Stadt Bern, das ausgewählten Grabmälern gewidmet ist.

## Geschichte
Das Museumsgrabfeld, „das wohl kleinste Museum der Stadt“ Bern, wurde 1980 gegründet mit dem Ziel, „zeittypische Beispiele von Grabmalkunst“ für die Nachwelt zu erhalten. Das „Feld“ wird in einem langsamen Rhythmus belegt, „damit nicht zuviel Grabmäler aus der gleichen Epoche vertreten sind“. Welche Grabsteine in das Museumsfeld aufgenommen werden, entscheidet die stadtberner Grabmalkommission nach rein ästhetischen Kriterien. Dazu gehören „handwerklich und künstlerisch beispielhafte Grabmäler“, die einmal im Jahr durch die Grabmalkommission prämiert werden. Zum Konzept des Museumsgrabfeldes gehört, dass die Alterspatina belassen wird.
Das Museumsgrabfeld dient auch als Freilicht-Veranstaltungsort. So wurde z. B. 2011 Heinrich von Kleist im Museumsgrabfeld von Christine Ahlborn und Matthias Zurbrügg als Theaterspaziergang inszeniert.
Der älteste Grabstein des Feldes ist von 1888, der Grossteil der ausgestellte Grabmale datiert aus dem Zeitraum 1950 bis 1980. Die Grabmale sind derzeit an einem abgelegenen Teil des Schosshaldenfriedhofs der Witterung preisgegeben, sollen aber an einen für Besucher günstiger gelegenen Ort versetzt werden. Beabsichtigt ist auch die Teilnahme des Museumsgrabfeldes in der alljährlich veranstalteten Berner Museumsnacht sowie spezielle Museumsgrabfeld-Führungen.